# Săptămîna nebunilor (film)
Săptămîna nebunilor este un film românesc din 1971, regizat de Dinu Cocea după un scenariu scris de Eugen Barbu, Mihai Opriș și Dinu Cocea. El este cel de-al șaselea film din seria Haiducii. Rolurile principale sunt interpretate de Florin Piersic, Marga Barbu, Toma Caragiu, Constantin Codrescu, Aimée Iacobescu, Carmen Maria Strujac și Colea Răutu.
Acest film continuă aventurile din Zestrea domniței Ralu. Cu bijuteriile furate de la domnița Ralu, haiducul Anghel Șaptecai vrea să cumpere arme de la Brașov și să se alăture oștii pe care o strângea căpitanul de panduri Tudor Vladimirescu în scopul de a salva Țara Românească de domnitorii fanarioți care înstrăinau bogățiile țării și sărăceau populația.

## Rezumat
Acest film continuă acțiunea din Zestrea domniței Ralu, care se încheiase cu fuga domnitorului fanariot (Nucu Păunescu) și a domniței Ralu (Aimée Iacobescu) de frica sosirii turcilor în țară. Haiducul Anghel Șaptecai (Florin Piersic) furase la final bijuteriile cumpărate de domnița Ralu la Viena.
Filmul începe cu o precizare: turcii care intraseră în țară erau de fapt ceata lui Anghel Șaptecai, care se deghizaseră în turci pentru a crea o diversiune. Deghizarea a avut loc în timpul „Săptămânii Nebunilor”, ultima săptămână din Postul Mare. Domnitorul și domnița Ralu se întorc la palat și-l însărcinează pe Mamulos (Colea Răutu) să recupereze bijuteriile furate de Anghel.
Pe drum spre ascunzătoarea haiducilor, Anghel și ceata sa întâlnesc un grup de oameni care se băjenesc din cauza greutăților. Haiducii se gândesc să-i ajute pe oameni cu bani, dar Șaptecai își dă seama că banii pe care îi va da oamenilor vor fi luați de la ei de autorități. Auzind că slugerul Tudor din Vladimiri strânge o oaste ca să izbăvească țara de greutăți, Anghel vrea să-și aducă și el contribuția. Astfel, el îl trimite pe Voinea la Brașov pentru a negocia cu armurierul Hans Müller de pe Ulița Negustorilor cumpărarea a 2-3.000 de flinte și pistoale în schimbul giuvaericalelor.
Reîntors la ascunzătoare, haiducii rămași acolo i se plâng căpitanului de faptul că ostatica Caliopi (Carmen Maria Strujac), soția lui Ianuli (Constantin Codrescu), le face greutăți, ea încercând de mai multe ori să fugă. Caliopi îl împușcă pe Anghel, tot ea fiind cea care l-a salvat de la moarte scoțându-i plumbul cu un fier roșu. Cei doi au o relație de dragoste, Caliopi simțind o atracție către haiduc.
Între timp, Mamulos îi schingiuiește pe țărani pentru a afla ascunzătoarea lui Anghel și dă de urma haiducilor. Caliopi fuge, Anghel se duce după ea și este prins de Mamulos. Haiducii îi atacă pe arnăuți, dar nu reușesc să-l scape pe Anghel. Căpetenia haiducilor ajunge în București, unde Mamulos, la cererea lui Vodă, îl schingiuiește pentru a afla unde sunt ascunse bijuteriile domniței Ralu. O altă încercare a haiducilor de a-l elibera pe Anghel în drum spre temnița domnească eșuează din cauza vigilenței lui Mamulos.
Reîntoarsă la casa soțului ei, Caliopi îi spune acestuia că vrea să se despartă de el, mărturisindu-i că s-a iubit cu Anghel. Ianuli vrea să o ierte, dar Caliopi îi spune că nu-l mai iubește. Până la finalizarea planului său, Ianuli își închide soția într-o camera, fiind pusă sub paza slujitorului său, Jean (Jean Lorin Florescu).
Toate încercările de a-l salva pe Anghel eșuând și temnița domnească fiind un loc bine apărat de arnăuți, Anița îi cere Răspopitului (Toma Caragiu) să-i dea bijuteriile lui Mamulos în schimbul eliberării lui Anghel. Răspopitul încheie un târg cu Mamulos. Astfel, i se dă haiducului o licoare, iar acesta pare mort prin spânzurare. El este dus pentru a fi îngropat, dar Mamulos îi ucide pe ciocli și-l duce pe Anghel Răspopitului, primind de la acesta bijuteriile furate de la domnița Ralu. Între timp, căpitanul de arnăuți se gândise să folosească bijuteriile în folos propriu și să fugă la Viena cu Anița (Marga Barbu), pe care o iubea. Bijutierul la care îi duce bijuteriile pentru a fi evaluate îi spune lui Mamulos că bijuteriile erau copii falsificate după bijuteriile originale, chiar și cutia fiind o copie. Căpitanul de arnăuți își dă seama că Ianuli comandase copii ale bijuteriilor la Viena, îi dăduse cele false dolmniței Ralu și și le oprise lui pe cele veritabile. Ianuli ascunsese bijuteriile în sfera policandrului din capelă, dar nebunul vel-vistiernic Dudescu (Florin Scărlătescu) le scosese de acolo și le atârnase de policandru.
Anghel pătrunde în casa lui Ianuli și se confruntă atât cu acesta din urmă, cât și cu Mamulos, care-l aștepta. Haiducul ajunge primul la capelă și fură bijuteriile adevărate, agățate de nebun pe policandru. Cu ajutorul haiducilor, Șaptecai scapă de arnăuți și se ascunde la hanul Aniței. Încercuit acolo de oastea lui Mamulos, Anghel fuge pe o ușă secretă din fundul pivniței. Ianuli o împușcă pe Caliopi, iar aceasta moare.
În ultima noapte a Săptămânii Nebunilor, Anghel este abordat de Voinea, care-i spune că a negociat cu armurierul brașovean cumpărarea armelor. Șaptecai îi dă bijuteriile și-i spune lui Voinea să ducă armele cumpărate slugerului Tudor din Vladimiri, în a cărui oaste se va înrola și el. Filmul se încheie cu începerea Revoluției din 1821, la care Anghel se prezintă pentru a fi înarmat și îl găsește pe Răspopit responsabil cu evidența armelor.

## Distribuție
- Florin Piersic — căpetenia de haiduci Anghel Șaptecai
- Marga Barbu — hangița Anița, ibovnica lui Anghel
- Toma Caragiu — haiducul Răspopitul
- Colea Răutu — căpitanul de arnăuți Mamulos, tatăl lui Anghel
- Constantin Codrescu — Ianuli (Iani) Arnolto, vărul domnului fanariot
- Carmen Maria Strujac — Caliopi, soția lui Iani (menționată Carmen Maria Struja)
- Florin Scărlătescu — vel-vistiernicul Dudescu/nebunul
- Aimée Iacobescu — Ralu, fiica domnului fanariot
- Nucu Păunescu — domnul fanariot
- Constantin Guriță — haiducul Duduveică
- Jean Constantin — țiganul Parpanghel
- Nicolae Gărdescu — hangiul Manolache Belivacă, soțul Aniței
- Elena Buhoci-Gurgulescu — țiganca Fira (menționată Ileana Buhoci Gurgulescu)
- Tamara Vasilache — doica lui Caliopi
- Ștefan Tapalagă — târgoveț chefliu
- Ernest Maftei — haiducul Mitrună
- Mihai Badiu — arnăut
- Dorel Iacobescu
- Florin Stroe
- Manea Enache
- Vasile Boghiță — haiduc
- Mircea Constantinescu — bijutierul austriac
- Jean Lorin Florescu — Jean, omul de încredere al lui Iani
- Aristide Teică
- Titus Gurgulescu (menționat Titi Gurgulescu)
- Nicolae Rășcănescu
- Mircea Pascu — târgoveț chefliu
- Nicolae Dolea
- Virgil Andronic

## Producție
Săptămîna nebunilor a fost filmat în vara și toamna anului 1970, concomitent cu celelalte două filme ale tripticului (Haiducii lui Șaptecai și Zestrea domniței Ralu). Filmările au durat 8 luni de zile și s-au desfășurat până în primul trimestru al anului 1971, existând și o perioadă de întrerupere, din cauza îmbolnăvirii lui Constantin Codrescu. Cheltuielile de producție s-au ridicat la 5.180.000 lei.
Inițial trebuiau să fie realizate două lungmetraje, dar, din cauza dificultăților de finanțare, s-a decis să se refacă scenariile pentru trei filme de lungmetraj, ce urmau să fie realizate cu o perioadă de filmare comună și apoi cu un finisaj întins pe parcursul a 15 luni.
Filmările au fost realizate la Sibiu, București, Mogoșoaia, Rucăr, Dragoslavele, pe valea Dâmboviței, la Târgoviște, Sinaia, Căldărușani și în Cheile Ialomiței. Florin Piersic a fost dublat în toată trilogia de actorul craiovean Petre Gheorghiu Dolj. Maetsru de lupte a fost Lucian Purdea.
Muzica a fost interpretată de Orchestra Simfonică a Operei Române dirijată de Anatol Chisadji. Cântecele cântate în film de Filomela/Anița sunt interpretate în realitate de Maria Tănase și de Lili Guriță.
Titlul filmului provine de la Săptămâna Albă, ultima săptămână de dinaintea Postului Mare, în care țăranii români se pregătesc să „intre cu sufletul curat în post”. Această săptămână din Calendarul popular al românilor este o săptămână de trecere spre o perioadă de interdicții, în care li se mai permitea oamenilor unele excese de comportament ce amintesc de acea perioadă de „desfrâu sacru” al sărbătorilor antichității greco-romane, legate de moarte și renaștere. Săptămâna Albă este numită și Săptămâna Nebunilor deoarece numai nebunii, proștii și urâții satului se căsătoreau în pragul Postului Mare.

## Recepție
Filmul Săptămîna nebunilor a avut parte de un mare succes la public, fiind vizionat de 3.667.742 de spectatori la cinematografele din România, după cum atestă o situație a numărului de spectatori înregistrat de filmele românești de la data premierei și până la data de 31.12.2007 alcătuită de Centrul Național al Cinematografiei.
Analizând evoluția filmului românesc în perioada 1950-1975 în studiul „Un sfert de veac de film românesc” (1975), criticul Ecaterina Oproiu considera că filmele cu haiduci au urmat modelul filmelor de capă și spadă, cărora le-au adăugat elemente specific naționale, plasându-se într-o zonă limitrofă a filonului istoric. Ea scria următoarele: „În zonele limitrofe, ale «epopeii naționale», se dezvoltă o producție care, fără să renunțe la valorile educative, pune accentul pe divertisment și preia fără reticențe metodele filmului de capă și spadă, colorându-l cu vopsele naționale. Titlul cel mai semnificativ este Haiducii, un
serial de mare popularitate, povestind bravurile unor «pardaillani» valahi, mușchetari în ițari și justițiari pe cont propriu, care «iau de la bogați ca să dea la săraci», bagă spaima în împilatori și apoi se retrag în codri, lăsând în urmă legende, ochi plânși de femeie, ecourile chefurilor cu lăutari și filozofia lor din vreme de popas: «toată lumea să trăiască, numai noi să nu murim!»”.
Călin Căliman considera că acest serial cu haiduci a avut o „intrigă atractivă și bine articulată”, motive folclorice și personaje pitorești. El a prilejuit câteva creații actoricești memorabile, printre care Răspopitul interpretat de Toma Caragiu și Anița interpretată de Marga Barbu, comparată de critic cu o „marchiză a haiducilor” prin analogie cu „marchiza îngerilor”, un personaj de film francez celebru în epocă. Filmările au fost realizate într-un cadru natural spectaculos, pe ritmurile unei muzici cu inflexiuni haiducești. Filmul a „prins” la public, determinând realizarea de continuări.
Criticul Tudor Caranfil a dat filmului doar o stea din cinci și a făcut următorul comentariu: „Peripeții legate de păguboasele bijuterii ale domniței Ralu, pe parcursul a șapte zile de carnaval. Însăilare aventuroasă cu deficit de fantezie.”